# Лакрабер, Александра
Александра́ Лакрабе́р (фр. Alexandra Lacrabère, род. 27 апреля 1987 года в По) — французская гандболистка. С национальной сборной Франции стала олимпийской чемпионкой 2020 года и серебряным призёром Игр 2016 года, чемпионкой мира 2017 года и чемпионкой Европы 2018 года.

## Игровая карьера
Гандболом занимается с 14 лет. Выступала за разные клубы чемпионата Франции, играла также в чемпионате Испании за «Акабу». В чемпионате России в сезоне 2012/2013 выступала за звенигородскую «Звезду». В составе сборной Франции — участница Олимпийских игр 2008 (5-е место), 2012 (5-е место) и 2016 годов (серебряный призёр). Чемпионка мира 2017 года, серебряный призёр чемпионата мира 2011, бронзовый призёр чемпионата Европы 2006 года. Чемпионка Европы 2018 года.
Завершила карьеру в сборной в 2021 году. Клубную карьеру завершила в 2022 году.

## Личная жизнь
Открытая лесбиянка.

## Награды и звания
30 ноября 2016 года было присвоено звание кавалера ордена «За заслуги». Кавалер ордена Почётного легиона (2021, за победу на Олимпийских играх).